# Кап
Кап (капљица) је мала запремина течности, ограничена потпуно или скоро потпуно слободним површинама.

## Настанак
Кишне капи настају на следеће начине:
- кондензацијом
- при расипању течности
- откидању од неке површине или истицању кроз отвор

Кондензација се може дешавати на тврдој подлози не подложној квашењу и око центара кондензације. Пример прве јесте роса која се образује кондензацијом водене паре на површини траве. Облаци и магла такође настају кондензацијом (и сублимацијом), али се она у одговарајућим условима дешава око центара кондензације. Притом су у ствари облаци и магла састоје од водених капљица малих димезија и ситних честица леда.

## Облик капи
Облик капи је одређен површинским напоном и спољашњим силама. Када нису изложене гравитационом дејству, нпр. у отвореном космосу, у идеалим условима капи имају сферичан облик. То се постиже под дејством површинског напона, који тежи да смањи слободну површину течности, чија се минимална вредност при датој запремини постиже када капи имају сферичну форму. Када бивају изложене другим спољашњим утицајима и силама као што је то гравитациона њихов облик бива модификован, као на пример код кишне капи.

## Кишне капи
Кишне капи имају издужен облик, који настаје као резултанта деловања сила из ваздуха и гравитације. На земљу кишне капи падају сталном брзином. У тренутку одвајања од облака брзина им је променљива, повећава се, али опада убрзање, све до тренутка када достигне нулту вредност, након чега брзина остаје стална, што се дешава по изједначавању интензитета гравитационе са силом отпора ваздуха, које, с обзиром на смер деловања тих вектора резултује поништавањем тих сила. То је стање динамичке равнотеже. Уколико не би долазило до његовог успостављања кишне капи би могле достизати јако велике брзине у поређењу са постојећим. 

## Одређивање коефицијента површинског напона
Облик и величина капи која се откида са краја капиларне цевчице зависи од његовог полупречника, коефицијента површинског напона и густине течности. На овом се заснива метод утврђивања коефицијента површинског напона дате течности, који је за саму течност константа при непроменљивим условима, тачније при сталној температури, јер површински напон зависи од температуре (обрнуто јој је сразмеран, а на критичној температури у потпуности ишчезава). Спроводи се следећи оглед. Кап течности виси са вертикално постављене капиларе као на слици. Притом је сила површинског напона: 
{\displaystyle \,F_{\gamma }=\pi d\gamma }
где је d пречник капиларе.
Кап остаје у том стању у случају да је успостављена равнотежа, тј. да је сила површинског напона уравнотежена оном Земљине гравитације:
{\displaystyle \,mg=\pi d\gamma \sin \alpha }
где је α угао обележен на слици, а g гравитационо убрзање.
Десна страна једнакости максимум достиже за угао од 90°, када је синус једнак јединици па једнакост постаје:
{\displaystyle \,mg=\pi d\gamma }
Овако се експериментално, уз помоћ наведених формула одређује коефицијент површинског напона.

## Највеће капи
Када се ствара кап кише, око честица које се иначе налазе у атмосфери се накупљају молекули воде. На тај начин кап расте, све док не достигне 5 mm у пречнику, када површински притисак више није довољно јак и тада се кап распада на мање делове. Највећа забележена кап је имала 8 mm у пречнику. Такве капи су забележене 1995. током паљења шума у Бразилу. Научници претпостављају да је узрок овој величини у томе што су настале од већих честица прашине.

## Галерија
- Утицај капи на површину воде
- Кап воде која удара о металну површину формира тзв. круну
- Кап воде на листу
- Утицај капи на површину воде
- Кап на листу папрати
- „Откидање” капи
- Након удара капи о површину мокрог метала
- Кап воде на цвасти биљке из породице